# Phare d'Hållö
Le phare d'Hållö (en suédois : Hållö fyr) est un  phare situé sur l'île d'Hållö, appartenant à la commune de Sotenäs, dans le Comté de Västra Götaland (Suède).
Le phare d'Hållö est inscrit au répertoire des sites et monuments historiques par la Direction nationale du patrimoine de Suède  depuis 1935.

## Histoire
Le phare a été construit en 1842 sur l'île d'Hållö, dans le Skagerrak, à environ 2,5 km au sud-est de Smögen. Le phare s'est avéré être trop bas et l'ingénieur suédois Gustav von Heidenstam (sv) l'a surélevé de 5 mètres avec une tourelle conique tronquée en acier, supportant la lanterne en 1868. Le phare est la propriété de l'administration maritime suédoise et, depuis le 25 janvier 1935 il est classé monument historique.
Initialement, le feu se composait d'un système rotatif à miroirs paraboliques éclairé par neuf lampes à huile. En 1918, la lumière  consistait en un éclair blanc toutes les cinq secondes avec une force de 72.000 candelas et une portée de 18 milles nautiques (environ 33 km).
L'île et plusieurs îlots voisins ont été inclus dans une réserve naturelle set accessible par bateau de Sotenäs. Le phare est ouvert au public de Midsummer jusqu'à la mi-août par l'association Hållö fyr .

## Description
Le phare  est une tour circulaire en pierre, surmontée d'un cône en fonte de 20 mètres de haut, avec double galerie et une grosse lanterne noire, attachée à une maison de gardien. Le phare est peint en blanc (pierre) et rouge (fonte) et la lanterne est noir. Il émet, à une hauteur focale de 40 mètres, un éclat blanc toutes les 12 secondes. Sa portée nominale est de 10 milles nautiques (environ 19 km).
Identifiant : ARLHS : SWE-173 ; SV-8357 - Amirauté : C0375 - NGA : 0276 .
|       |
| L'île |

|          |
| Le phare |

### Lien connexe
- Liste des phares de Suède